# ألبي زاكس
ألبي زاكس (بالإنجليزية: Albie Sachs)‏ هو مؤلف وقاضي ومحامي وكاتب جنوب أفريقي، ولد في 30 يناير 1935 في جوهانسبرغ في جنوب أفريقيا.